# Thaumatoconcha polythrix
Thaumatoconcha polythrix är en kräftdjursart som beskrevs av Louis S. Kornicker och Sohn 1976. Thaumatoconcha polythrix ingår i släktet Thaumatoconcha och familjen Thaumatocyprididae. Inga underarter finns listade i Catalogue of Life.